# Modular Lightweight Load-carrying Equipment

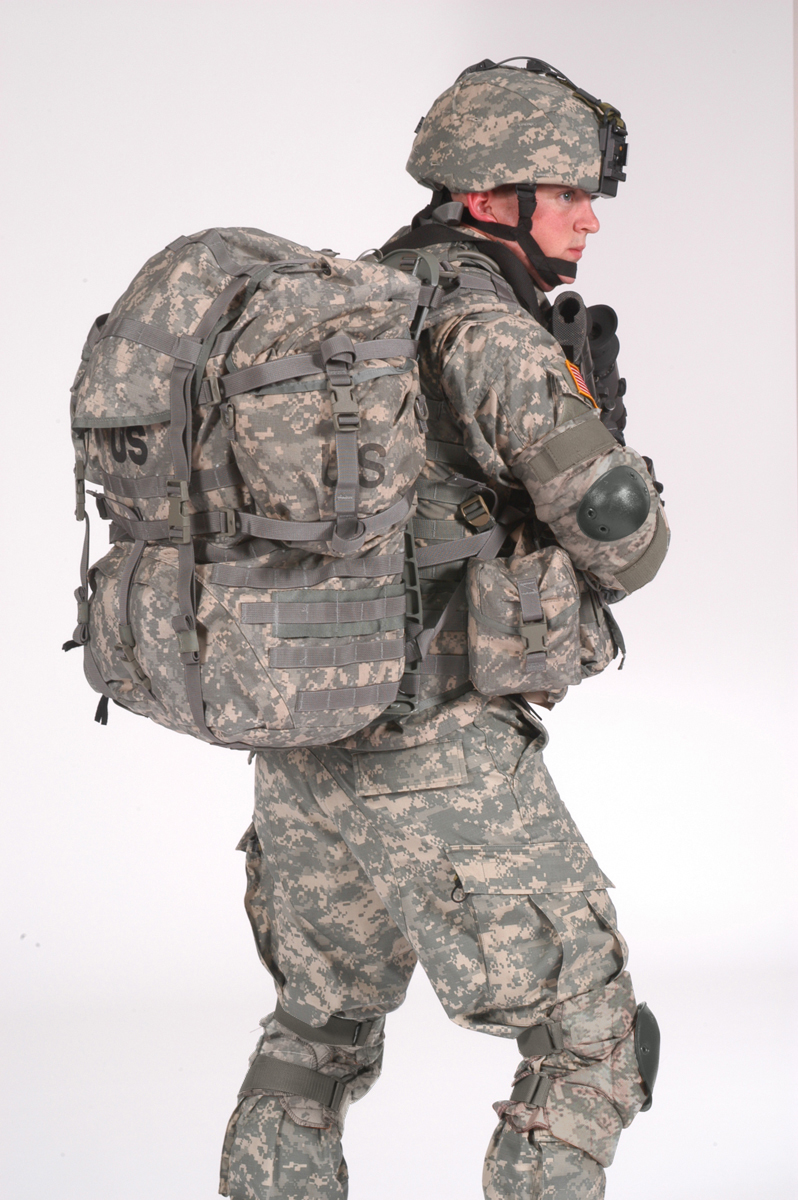
En amerikansk soldat med utrustning enligt MOLLE-systemet

Modular Lightweight Load-carrying Equipment, ofta benämnt MOLLE är beteckningen på det bärsystem för personlig utrustning som används av USA:s armé.